# Christine Merthan
Christine Merthan (* 5. September 1943 in Wien) ist eine österreichische Schauspielerin.

## Leben
Sie absolvierte das Konservatorium Wien und erhielt 17-jährig ihr erstes Engagement am Stadttheater Konstanz. Nach dreijährigem Aufenthalt in Frankreich und England kam sie 1963 an das Atelier-Theater am Naschmarkt in Wien, wo sie die Titelrolle von Wildgans’ Ipotamea erhielt.
1963/64 spielte sie am Theater in der Josefstadt, danach nahm sie Verpflichtungen am Staatstheater Darmstadt, an der Komödie im Marquardt in Stuttgart und am Stadttheater von Luzern wahr. Ende 1965 bis 1967 arbeitete sie erneut am Theater in der Josefstadt, 1968 bis 1970 am Schauspielhaus Zürich, 1970 bis 1972 gehörte sie zum Ensemble der Staatlichen Schauspielbühnen Berlins. 1975 wirkte sie am Staatstheater Stuttgart, 1976 an den Münchner Kammerspielen, dazwischen unternahm sie häufig Tourneen. Sie war auch in verschiedenen Fernsehspielen und Serien zu sehen.

## Filmografie
- 1964: Kolportage
- 1966: Die Flucht
- 1968: Ardèle
- 1971: Das Klavier
- 1972: Hochzeit
- 1973: Liebe leidet mit Lust
- 1976: Ein Badeunfall
- 1980: Land, das meine Sprache spricht
- 1980: Weichselkirschen
- 1980: Rosina
- 1983: Der grüne Stern (Regie: Heide Pils)
- 1984: Die ewigen Gefühle
- 1991: Tatort – Kinderlieb
- 1991: Tatort – Tod eines Wachmanns
- 1992: Der Alte (Folge 168 – Der Schein trügt nicht)
- 1993: Adelheid und ihre Mörder – Amazonas
- 1993–1994: Derrick (Serie, 3 Folgen als Erna Kaspers)
- 1995–1997: Frauenarzt Dr. Markus Merthin (Serie, 3 Folgen als Kommissarin)
- 1997: Dr. Stefan Frank – Der Arzt, dem die Frauen vertrauen – Wenn eine Kinderseele weint